# Шивота
Шивота — река в России, протекает в Пудожском районе Республики Карелия. Устье реки находится в 7 км по правому берегу реки Куноксы. Длина реки — 11 км.

## Данные водного реестра
По данным государственного водного реестра России относится к Баренцево-Беломорскому бассейновому округу, водохозяйственный участок реки — бассейн озера Выгозеро до Выгозерского гидроузла, без реки Сегежа до Сегозерского гидроузла. Речной бассейн реки — бассейны рек Кольского полуострова и Карелии, впадает в Белое море.